# Фикрим Дамка
Фикрим Дамка (тур. Fikrim Damka; Призрен, 16. октобар 1972) турски је политичар и професор са Косова и Метохије. Од 2019. обавља функцију председника Демократске турске странке Косова.

## Биографија
Рођен је 16. октобра 1972. у турској породици у Призрену. У родном граду је завршио основну и средњу школу, након чега се 1992. уписао на Универзитет у Истанбулу где је дипломирао 1996. Био је министар регионалног развоја Владе Републике Косово. Поред матерњег турског, прича и албански, српски и енглески језик.